# Cerkiew św. Kosmy i Damiana w Szmańkowcach (prawosławna)
Cerkiew św. Kosmy i Damiana w Szmańkowcach – cerkiew prawosławna (Kościół Prawosławny Ukrainy), we wsi Szmańkowce (hromada Zawodśke, rejon czortkowski, obwód tarnopolski) na Ukrainie.
W 1708 roku po raz pierwszy wymieniono сerkiew pod wezwaniem świętych Kosmy i Damiana. W 1785 r. wybudowano i konsekrowano drewnianą сerkiew.
Obecna cerkiew została zbudowana w 1895 r.
W pobliżu cerkwi rośnie Dąb Szaszkewycza który jest pomnikiem przyrody.

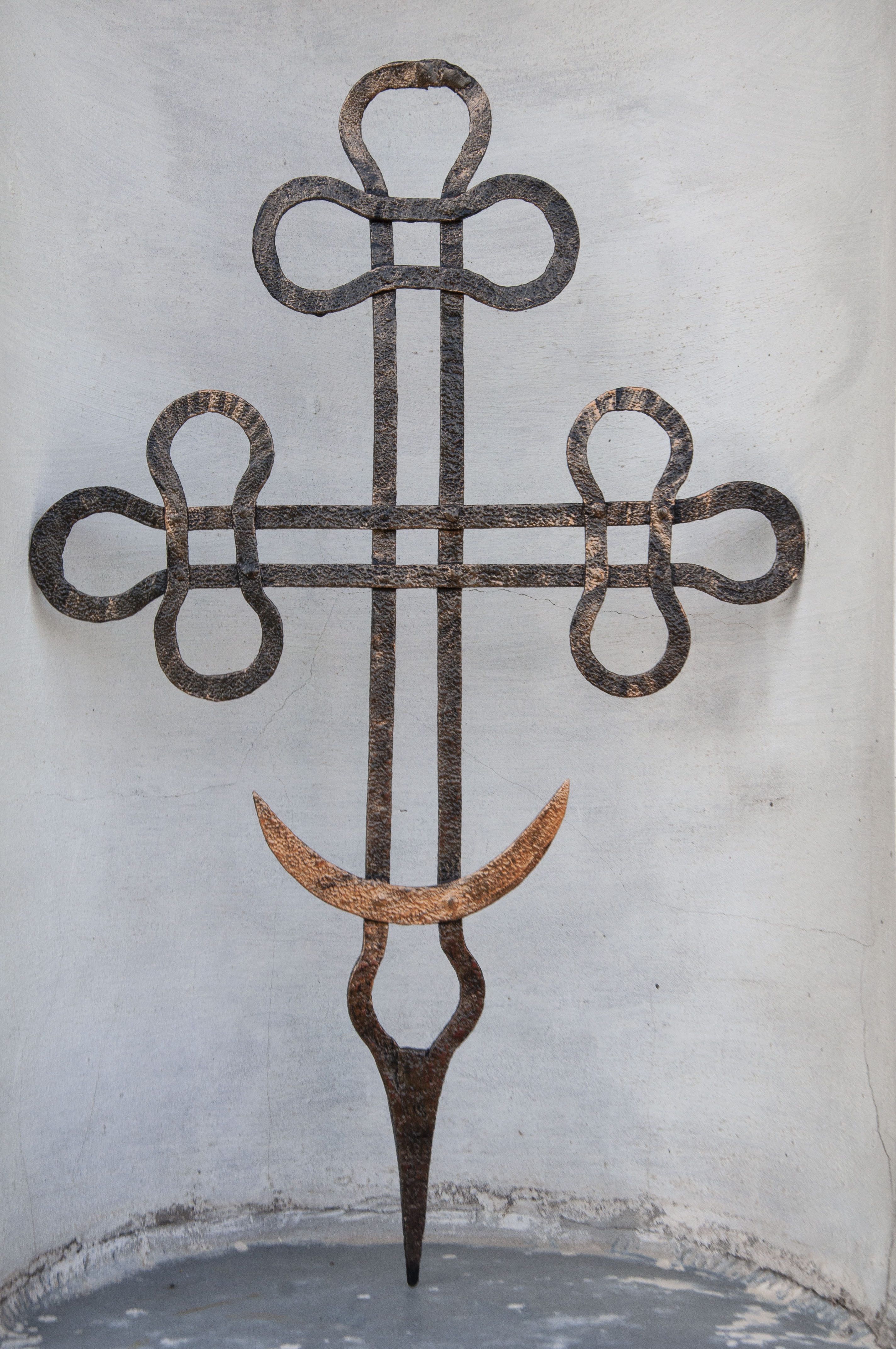
Krzyż, który wieńczył drewnianą cerkiew
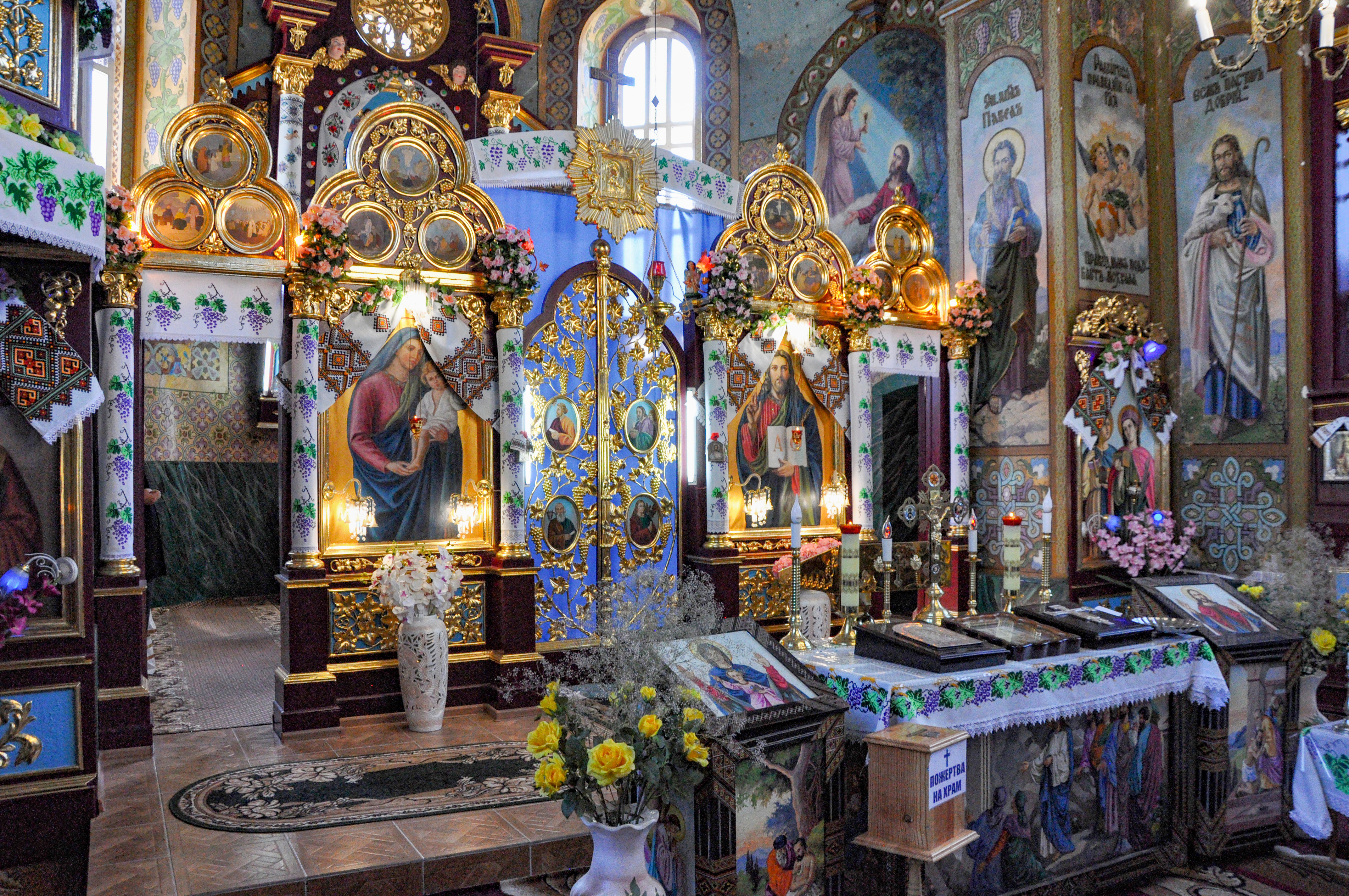
Ikonostas
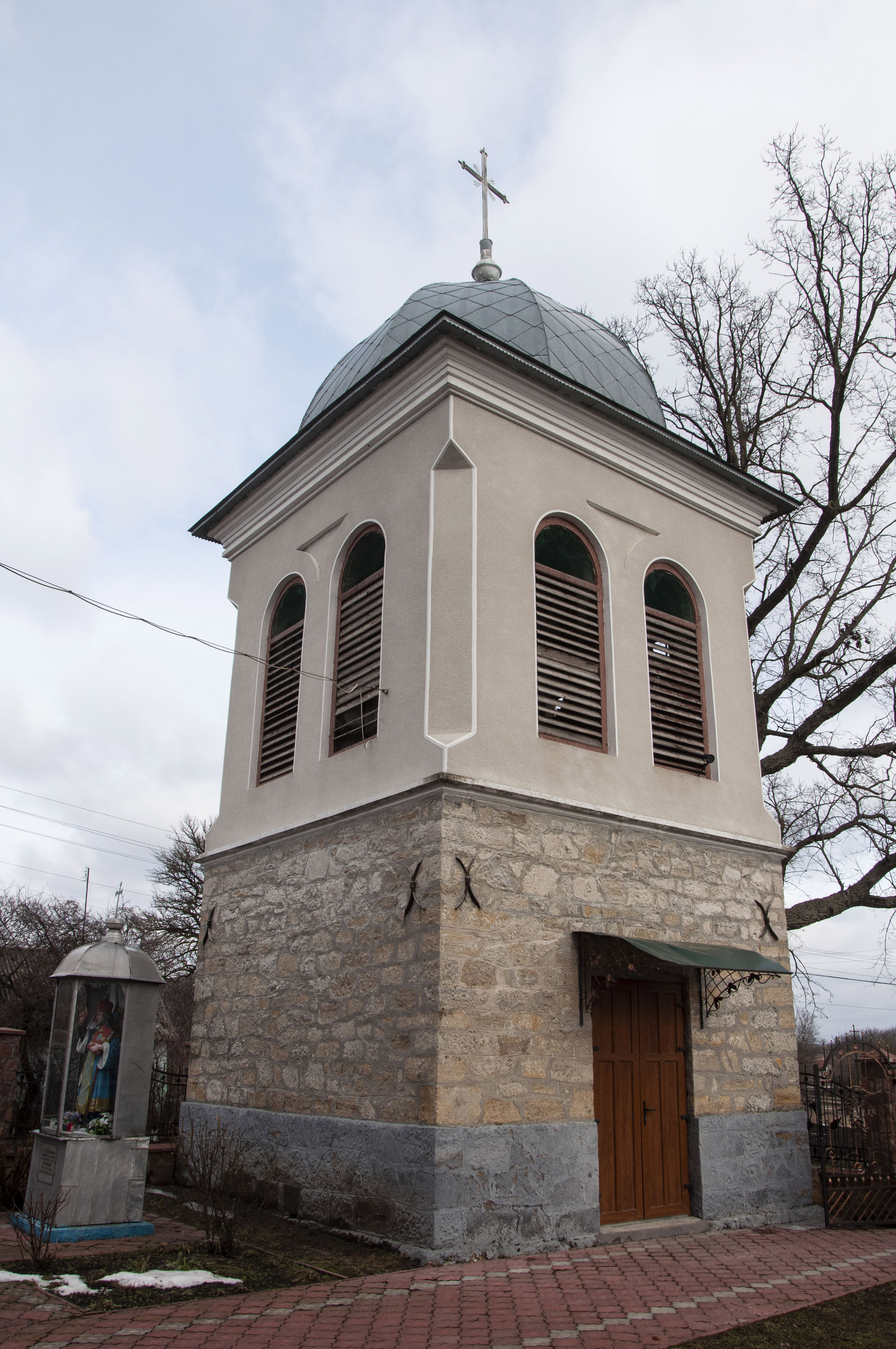
Dzwonnica
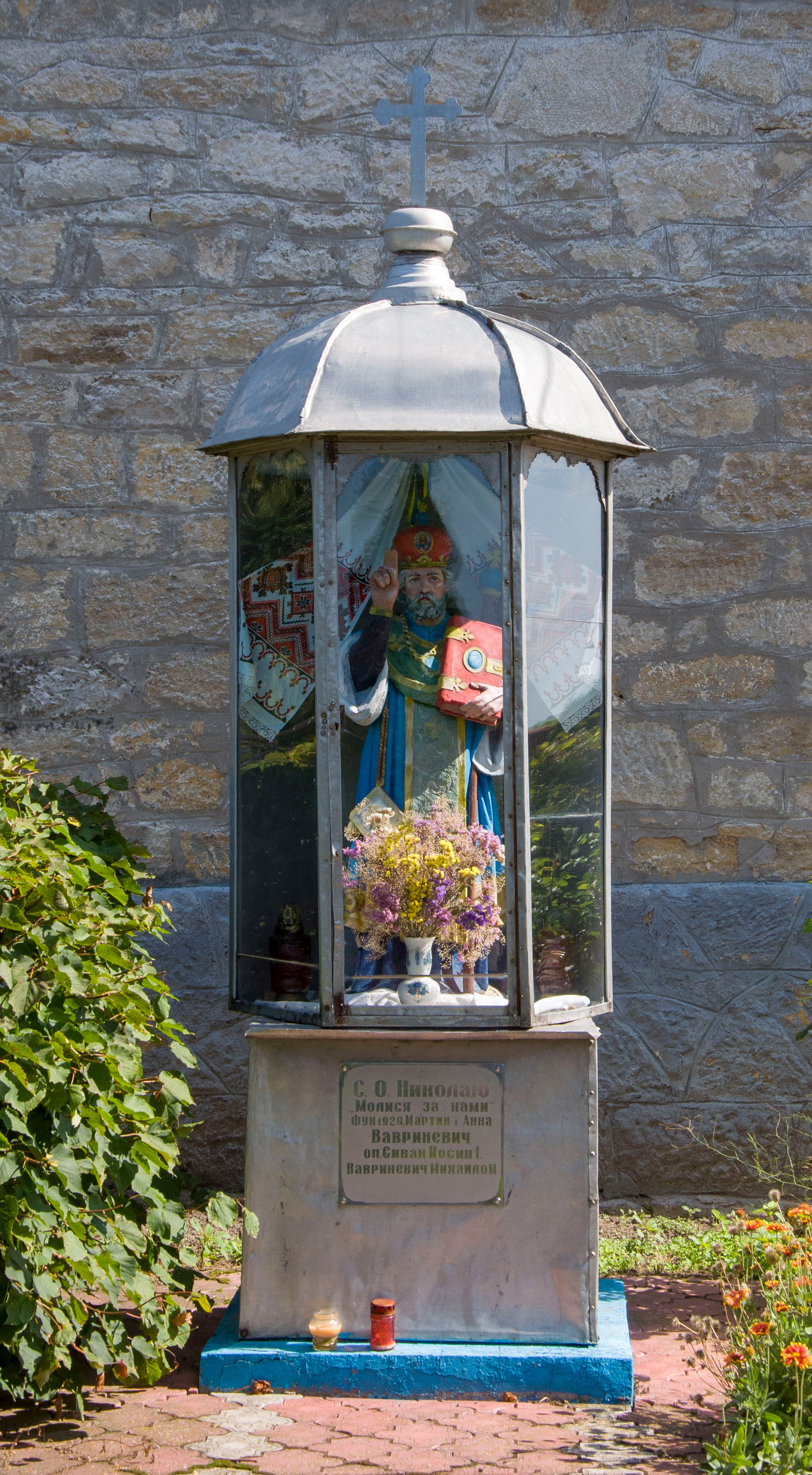
Posąg św. Mikołaja przy cerkwi prawosławnej